# Keischel bei Weimar
Das Naturschutzgebiet Keischel bei Weimar ist ein Naturschutzgebiet (NSG) bei Ahnatal-Weimar im hessischen Landkreis Kassel. Das Naturschutzgebiet ist flächengleich mit dem FFH-Gebiet Keischel bei Weimar und wird vom Landschaftsschutzgebiet Keischel bei Weimar umfasst.

## Lage und Größe
Das in der Westhessischen Senke gelegene Gebiet mit der Natureg-Kennung 1633033 besitzt eine Größe von 19,74 ha (ca. 1,5 × 0,14 km) und liegt in einer Höhe von 260 bis 327 m ü. NN nördlich der parallel verlaufenden Kreisstraße K30 und Erlebachs. Als FFH-Gebiet trägt das Gebiet die Kennung DE 4622-301. Das umliegende Landschaftsschutzgebiet hat eine Größe von 22,7 ha.

## Kurzcharakteristik und Schutzzweck

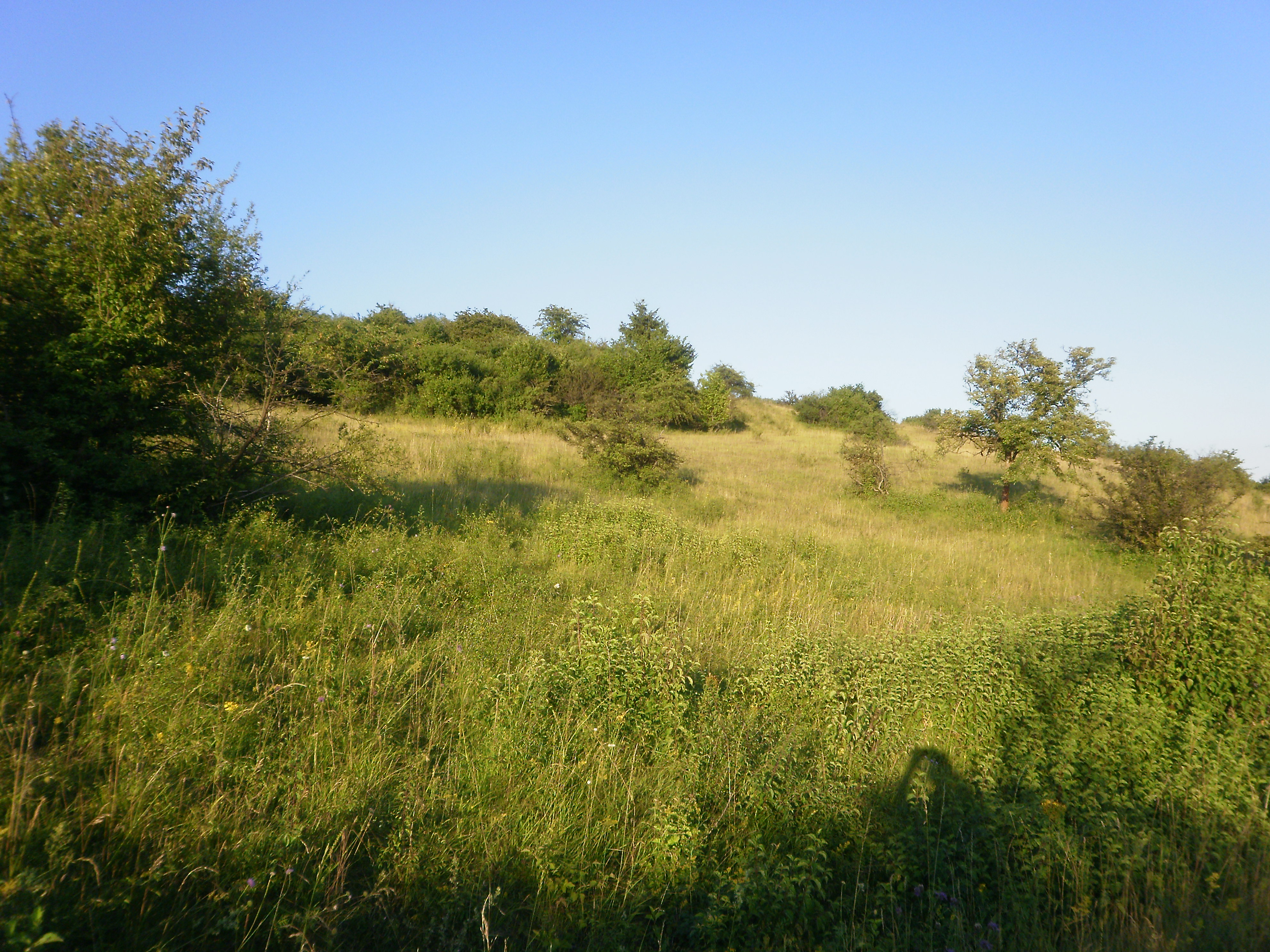
Verbuschter Kalkmagerrasen im NSG

Der Keischel bei Weimar wurde 1992 als Naturschutzgebiet ausgewiesen. Ausgangsgestein für die Bodenbildung sind Muschelkalk und Buntsandstein (Röt). Primär schützenswert sind die teilweise verbuschten Kalkmagerrasen (ca. 8 ha), die durch Beweidung mit Schafen und durch Entbuschung offengehalten werden. Des Weiteren finden sich in dem Naturschutzgebiet Streuobstwiesen, Weiden (Pferde und Rinder), Äcker, Brachen und eine Fichtenaufforstung. Der Keischel ist von einem Landschaftsschutzgebiet umgeben, welches eine Fläche von 22,7 ha einnimmt.

## Flora und Fauna

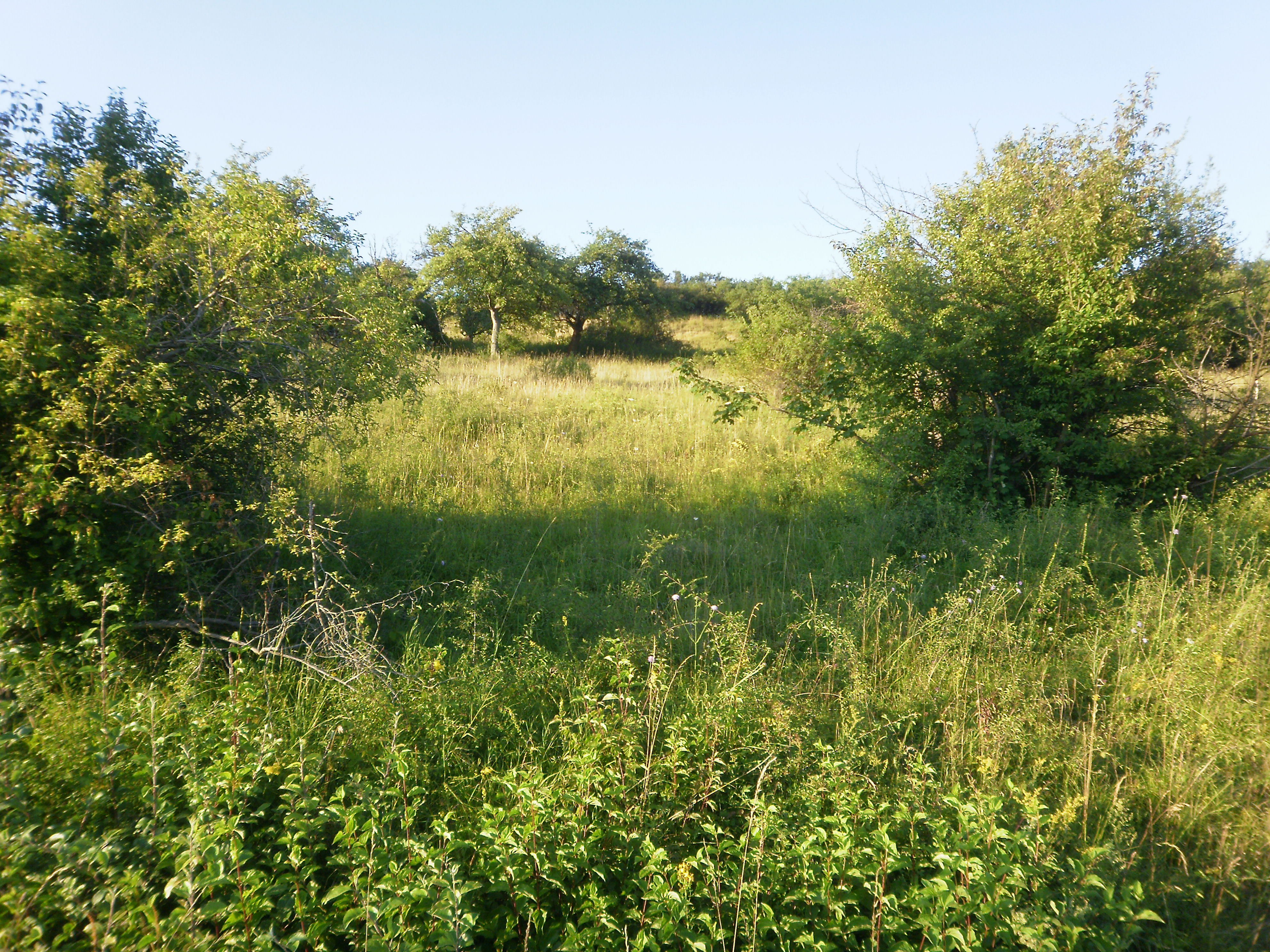
Bewuchs im NSG

Der Keischel beherbergt eine Vielzahl an für (Halb-)Trockenrasen typischen Tieren und Pflanzen. Für Naturbeobachtungen ist das durch Feldwege erschlossene Schutzgebiet daher gut geeignet. Zu den hier anzutreffenden geschützten Arten (nach Bundesartenschutzverordnung bzw. Fauna-Flora-Habitat-Einstufung) zählen z. B.:
- Blütenpflanzen:
  - Großes Windröschen (Anemone sylvestris)
  - Gewöhnliches Katzenpfötchen (Antennaria dioica)
  - Fransenenzian (Gentianella ciliata)
  - Deutscher Enzian (Gentianella germanica)
  - Mücken-Händelwurz (Gymnadenia conopsea)
  - Männliches Knabenkraut (Orchis mascula)
  - Dreizähniges Knabenkraut (Orchis tridentata)

- Reptilien:
  - Zauneidechse (Lacerta agilis)

- Tagfalter:
  - Großer Perlmuttfalter (Mesoacidalia aglaja)
  - Magerrasen-Perlmuttfalter (Boloria dia)

## Probleme
Das Naturschutzgebiet Keischel bei Weimar sowie das umliegende Landschaftsschutzgebiet sind aufgrund der Unvernunft einzelner Bürger gefährdet. So waren u. a. mehrfach illegale Bauschuttablagerungen zu beobachten.